# Diskografija The Animalsa
Diskografija rock sastava The Animals.

## Albumi
"The Animals" albumi koji su varirali između britanskog i američkog izdanja. Brojne kompilacije i reizdanja izlaze svih ovih godina.

### Britanska izdanja
- The Animals (listopad 1964.)
  1. "Story of Bo Diddley"
  2. "Bury My Body"
  3. "Dimples"
  4. "I've Been Around"
  5. "I'm in Love Again"
  6. "The Girl Can't Help It"
  7. "I'm Mad Again"
  8. "She Said Yeah"
  9. "The Right Time"
  10. "Memphis Tennessee"
  11. "Boom Boom"
  12. "Around and Around"

- Animal Tracks (svibanj 1965.)
  1. "Mess Around"
  2. "How You've Changed"
  3. "Hallelujah I Love Her So"
  4. "I Believe to My Soul"
  5. "Worried Life Blues"
  6. "Roberta"
  7. "I Ain't Got You"
  8. "Bright Lights Big City"
  9. "Let the Good Times Roll"
  10. "For Miss Caulker"
  11. "Roadrunner"

- Animalisms (lipanj 1966.)
  1. "One Monkey Don't Stop No Show"
  2. "Maudie"
  3. "Outcast"
  4. "Sweet Little Sixteen"
  5. "You're on My Mind"
  6. "Clapping"
  7. "Gin House Blues"
  8. "Squeeze Her, Tease Her"
  9. "What Am I Living For"
  10. "I Put a Spell on You"
  11. "That's All I Am to You"
  12. "She'll Return It"

- Winds of Change (1967.) (Eric Burdon i Novi Animalsi)
  1. "Winds of Change"
  2. "Poem By the Sea"
  3. "Paint It Black"
  4. "The Black Plague"
  5. "Yes I'm Experienced"
  6. "San Franciscan Nights"
  7. "Man - Woman"
  8. "Hotel Hell"
  9. "Good Times"
  10. "Anything"
  11. "It's All Meat"

- The Twain Shall Meet (1968.)
  1. "Monterey"
  2. "Just the Thought"
  3. "Closer to the Truth"
  4. "No Self Pity"
  5. "Oranges and Red Beans"
  6. "Sky Pilot"
  7. "We Love You Lil"
  8. "All Is One"

- Love Is (1968.)
  1. "River Deep, Mountain High"
  2. "I'm an Animal"
  3. "I'm Dying, Or Am I"
  4. "Ring of Fire"
  5. "Colored Rain"
  6. "To Love Somebody"
  7. "As the Years Go Passing By"
  8. "Gemini - The Madman"

### Američka izdanja
- The Animals (MGM E/SE-4264, rujan 1964. -- Originalnom obliku albuma doprinijeli: Eric Burdon, Alan Price, Chas Chandler, Hilton Valentine i John Steel)
  1. "The House of the Rising Sun" (obrada 2:58 singl verzija)
  2. "Blue Feeling"
  3. "The Girl Can't Help It"
  4. "Baby Let Me Take You Home"
  5. "The Right Time"
  6. "Talkin' 'Bout You"
  7. "Around and Around"
  8. "I'm in Love Again"
  9. "Gonna Send You Back to Walker"
  10. "Memphis Tennessee"
  11. "I'm Mad Again"
  12. "I've Been Around"

- The Animals on Tour (MGM E/SE-4281, ožujak 1965.) (Bez obzira na naslov, album nije u živo snimljen)
  1. "Boom Boom"
  2. "How You've Changed"
  3. "I Believe to My Soul"
  4. "Mess Around"
  5. "Bright Lights, Big City"
  6. "Worried Life Blues"
  7. "Let the Good Times Roll"
  8. "I Ain't Got You"
  9. "Hallelujah I Love Her So"
  10. "I'm Crying"
  11. "Dimples"
  12. "She Said Yeah"

- Animal Tracks (MGM E/SE-4305, Rujan 1965. -- Originalnom obliku albuma doprinijeli klavijaturista Alan Price i Dave Rowberry.  
  1. "We Gotta Get Out of This Place"
  2. "Take It Easy"
  3. "Bring It On Home to Me"
  4. "Roberta"
  5. "Story of Bo Diddley"
  6. "I Can't Believe It"
  7. "For Miss Caulker"
  8. "Club a Go-Go"
  9. "Don't Let Me Be Misunderstood"
  10. "Bury My Body"

- The Best of The Animals (MGM E/SE-4324, veljača 1966.)  (certifikat zlatni) (Prvi LP s novim klavijaturistom Rowberryem)
  1. "It's My Life"
  2. "Gonna Send You Back to Walker"
  3. "Bring It On Home to Me"
  4. "I'm Mad"
  5. "House of the Rising Sun" (4:29 obrađena verzija)
  6. "We Gotta Get Out of This Place"
  7. "Boom Boom"
  8. "I'm in Love Again"
  9. "Roberta"
  10. "I'm Crying"
  11. "Don't Let Me Be Misunderstood"

- Animalization (MGM E/SE-4384, Kolovoz 1966. -- Svojstvo na skladbama dao je originalnini bubnjar John Steel (pojavljuje se na zadnjoj strani omota albuma) i novi bubnjar Barry Jenkins, (pojavljuje se na prednjoj strani omota albuma)
  1. "Don't Bring Me Down"
  2. "One Monkey Don't Stop No Show"
  3. "You're on My Mind"
  4. "She'll Return It"
  5. "Cheating"
  6. "She'll Return It" (Ova skladba nalazi se na albumu ali je nema na popisu omota albuma)
  7. "Inside Looking Out"
  8. "See See Rider"
  9. "Gin House Blues"
  10. "Maudie"
  11. "What Am I Living For"
  12. "Sweet Little Sixteen"
  13. "I Put a Spell on You"

- Animalism (MGM E/SE-4414, prosinac 1966.)
  1. "All Night Long"
  2. "Shake"
  3. "The Other Side of This Life"
  4. "Rock Me Baby"
  5. "Lucille"
  6. "Smoke Stack Lightning"
  7. "Hey Gyp"
  8. "Hit the Road Jack"
  9. "Outcast"
  10. "Louisiana Blues"
  11. "That's All I Am to You"
  12. "Going Down Slow"

- Eric Is Here (MGM E/SE-4433, ožujak 1967. -- Prvi LP od sastava "Eric Burdon and the Animals", doduše samo se Burdon i Jenkins pojavljuju na albumu)
  1. "In the Night"
  2. "Mama Told Me Not to Come"
  3. "I Think It's Gonna Rain Today"
  4. "On This Side of Goodbye"
  5. "That Ain't Where It's At"
  6. "True Love (Comes Only Once in a Lifetime)"
  7. "Help Me Girl"
  8. "Wait Till Next Year"
  9. "Losin' Control"
  10. "It's Not Easy"
  11. "The Biggest Bundle of Them All"
  12. "It's Been a Long Time Comin'"

- The Best of Eric Burdon and The Animals Vol. II (MGM E/SE-4454, lipanj 1967. -- Svojstvo album daju prethodno izašle skladbe i novi singl Burdona, Jenkinsa, Johna Weidera, Vica Briggsa i Dannyja McCullougha)
  1. "When I Was Young"
  2. "A Girl Named Sandoz"
  3. "Don't Bring Me Down"
  4. "She'll Return It"
  5. "See See Rider" (neispravno prikazano vrijeme na singlu 2:44, umjesto 4:00 kako je na ovoj verziji ovdje)
  6. "The Other Side of Life"
  7. "Hey Gyp"
  8. "Help Me Girl"
  9. "That Ain't Where It's At"
  10. "You're on My Mind"
  11. "Inside Looking Out"
  12. "Cheating"

- Winds of Change (MGM E/SE-4484, rujan 1967. -- Prvi potpuni LP koji sadrži nove skladbe od Burdona, Jenkinsa, Weidera, Briggsa,  McCullougha)
  1. "Winds of Change"
  2. "Poem by the Sea"
  3. "Paint It Black"
  4. "The Black Plague"
  5. "Yes, I Am Experienced"
  6. "San Franciscan Nights"
  7. "Man-Woman"
  8. "Hotel Hell"
  9. "Good Times"
  10. "Anything"
  11. "It's All Meat"

- The Twain Shall Meet (MGM E/SE-4537, travanja 1968.)
  1. "Monterey"
  2. "Just the Thought"
  3. "Closer to the Truth"
  4. "No Self Pity"
  5. "Orange and Red Beams"
  6. "Sky Pilot"
  7. "We Love You Lil"
  8. "All Is One"

- Every One Of Us (MGM SE-4553, kolovoz 1968. -- U sastav dolazi George Bruno)
  1. "White Houses"
  2. "Uppers and Downers"
  3. "Serenade to a Sweet Lady"
  4. "The Immigrant Lad"
  5. "Year of the Guru"
  6. "St. James Infirmary"
  7. "New York 1963 - America 1968"

- Love Is (2 record set, MGM SE-4591-2, listopad 1968. -- U sastav ponovno dolazi kvintet nakon odlaska Briggsa i McCullough i dolasak budućeg člana sastava The Police Andyja Summersa. George Bruno vraća se na "Zoot Money" kao pseudonimza ovaj LP)
  1. "River Deep, Mountain High"
  2. "I'm an Animal"
  3. "I'm Dying, Or Am I"
  4. "Ring of Fire"
  5. "Colored Rain"
  6. "To Love Somebody"
  7. "As The Years Go Passing By"
  8. "Gemini - The Madman"

- The Greatest Hits of Eric Burdon and The Animals (MGM SE-4602, ožujak 1969.)
  1. "River Deep, Mountain High"
  2. "San Franciscan Nights"
  3. "Year of the Guru"
  4. "Anything"
  5. "Monterey"
  6. "White Houses"
  7. "Winds of Change"
  8. "To Love Somebody"
  9. "Sky Pilot"

### Izostavljena na singlovima SAD (B-strana)
- "I'm Going to Change the World" (B-strana na "It's My Life")
- "Ain't That So" (B-strana na "Monterey")

### Izostavljene skladbe s popisa albuma
- British Go Go (siječanj 1965.)
- In the Beginning (Uživo, 1965.)
- Rock Generation Vol. 2 (BYG 529 702, neodređena godina)
- Rock Generation Vol. 4 (BYG 529 704, neodređena godina)
- Night Time Is the Right Time (Springboard 4065, neodređena godina)

### Nanovo izdani albumi
- Before We Were So Rudely Interrupted (Jet JT-LA 790-H, 1977.)
  1. "Brother Bill (The Last Clean Shirt)"
  2. "It's All Over Now, Baby Blue"
  3. "Fire on the Sun"
  4. "As the Crow Flies"
  5. "Please Send Me Someone to Love"
  6. "Many Rivers to Cross"
  7. "Just a Little Bit"
  8. "Riverside County"
  9. "Lonely Avenue"
  10. "The Fool"

- Ark (1983.)
  1. "Loose Change"
  2. "Love Is for All Time"
  3. "My Favourite Enemy"
  4. "Prisoner of the Light"
  5. "Being There"
  6. "Hard Times"
  7. "The Night"
  8. "Trying to Get You"
  9. "Just Can't Get Enough"
  10. "Melt Down"
  11. "Gotta Get Back to You"
  12. "Crystal Nights"
  13. "No John No"

- Greatest Hits Live (Rip It to Shreds) (1984.)
  1. "It's Too Late"
  2. "House of the Rising Sun"
  3. "It's My Life"
  4. "Don't Bring Me Down"
  5. "Don't Let Me Be Misunderstood"
  6. "I'm Crying"
  7. "Bring It On Home to Me"
  8. "O Lucky Man!"
  9. "Boom Boom"
  10. "We've Gotta Get Out of This Place"
  11. "When I Was Young"

### Kompilacije i reizdanja kroz njihovu karijeru
- Best of The Animals (Abkco 4426, 1973. -- 2 LP seta)
- Best of The Animals (Abkco 4324 -- 1 LP, kompilacija prvo izlazi u SAD-u a onda u VB-u.)
- Best of The Animals (Springboard 4025, 1973.)
- The Best of The Animals (Kompilacijski album, 1988.)
- The Best of The Animals (Kompilacijski album, 1997.)
- Interesting Life (2003.)
- Complete French EP 1964./1967. (2003.)
- Retrospective (Kompilacijski album, 2004.)

## Britanski EP
- The Animals Is Here – "House of the Rising Sun"/"Gonna Send You Back to Walker"/"I'm Crying"/"Baby Let Me Take You Home" (1964. Columbia SEG 8374)
- The Animals – "Boom Boom"/"Around and Around"/"Dimples"/"I've Been Around" (1964. Columbia SEG 8400)
- The Animals No. 2 – "I'm in Love Again"/"Bury My Body"/"I'm Mad Again"/"She Said Yeah" (1965. Columbia SEG 8439)
- Animal Tracks – "How You've Changed"/"I Believe to My Soul"/"Let The Good Times Roll"/"Worried Life Blues" (September 1965. Columbia SEG 8499)
- In the Beginning There Was Early Animals – "I Just Wanna Make Love to You"/"Boom Boom"/"Big Boss Man"/"Pretty Thing" (January 1966. Decca DFE 8643)

## Singlovi
| Godina | Naziv singla                          | VB | SAD |
|        | The Animals                           |    |     |
| ------ | ------------------------------------- | -- | --- |
| 1964   | "Baby Let Me Take You Home"           | 21 | -   |
| 1964   | "Gonna Send You Back to Walker"       | -  | 57  |
| 1964   | "House of the Rising Sun" (2:58 edit) | 1  | 1   |
| 1964   | "I'm Crying"                          | 8  | 19  |
| 1965   | "Don't Let Me Be Misunderstood"       | 3  | 15  |
| 1965   | "Bring It On Home to Me"              | 7  | 32  |
| 1965   | "We Gotta Get Out of This Place"      | 2  | 13  |
| 1965   | "It's My Life"                        | 7  | 23  |
| 1966   | "Inside-Looking Out"                  | 12 | 34  |
| 1966   | "Don't Bring Me Down"                 | 6  | 12  |
|        | Eric Burdon and the New Animals       |    |     |
| 1966   | "See See Rider" (2:44 edit)           | -  | 10  |
| 1966   | "Help Me Girl"                        | 14 | 29  |
| 1967   | "When I Was Young"                    | 45 | 15  |
| 1967   | "Good Times"                          | 20 | -   |
| 1967   | "San Franciscan Nights"               | 7  | 9   |
| 1967   | "Anything"                            | -  | 80  |
| 1967   | "Monterey"                            | -  | 15  |
| 1968   | "Sky Pilot"                           | 40 | 14  |
| 1968   | "White Houses"                        | -  | 67  |
| 1969   | "Ring of Fire"                        | 35 | -   |
| 1969   | "River Deep, Mountain High"           | -  | -   |
|        | Reissues                              |    |     |
| 1972   | "House of the Rising Sun"             | 25 | -   |
| 1982   | "House of the Rising Sun"             | 11 | -   |
|        | The Animals (reunited)                |    |     |
| 1983   | "The Night"                           | -  | 48  |

## Vanjske poveznice
- Diskografija The Animalsa
- Diskografija Erica Burdona